# Paramaribo

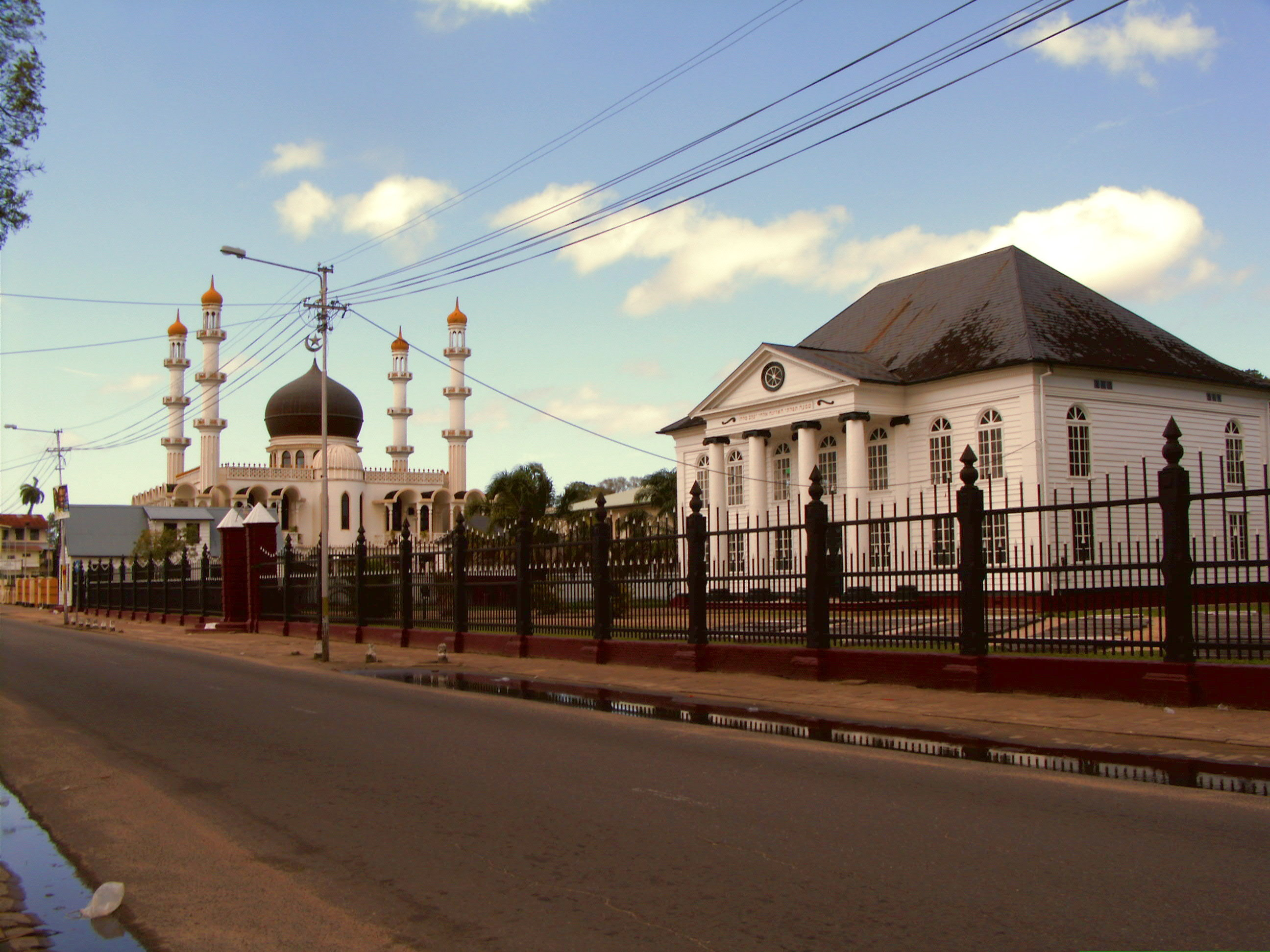
Stadens moské och synagoga.

Paramaribo är huvudstad i Surinam. Staden hade 242 946 invånare vid folkräkningen 2004, på en yta av 182 km². Staden ligger vid Surinamfloden, ungefär 15 kilometer från Atlanten. Från Paramaribo exporteras bauxit, sockerrör, ris, kakao, kaffe, rom och tropiska träslag. I staden produceras cement, målarfärg och öl.
Britterna började bebygga området 1630 och 1650 blev Paramaribo huvudstad i den nya engelska kolonin. Från 1815 till Surinams självständighet 1975 styrdes staden av Nederländerna. Invånarna består idag till största delen av ättlingar till indiska, inhemska, afrikanska och holländska folkgrupper.
Paramaribo har ett museum, en katedral, fort och kanaler som är lämningar från den holländska perioden.
I januari 1821 förstördes mer än 400 byggnader i stadens centrum i en eldsvåda. En andra eldsvåda i september 1832 förstörde ytterligare 46 hus.

## Administrativ indelning

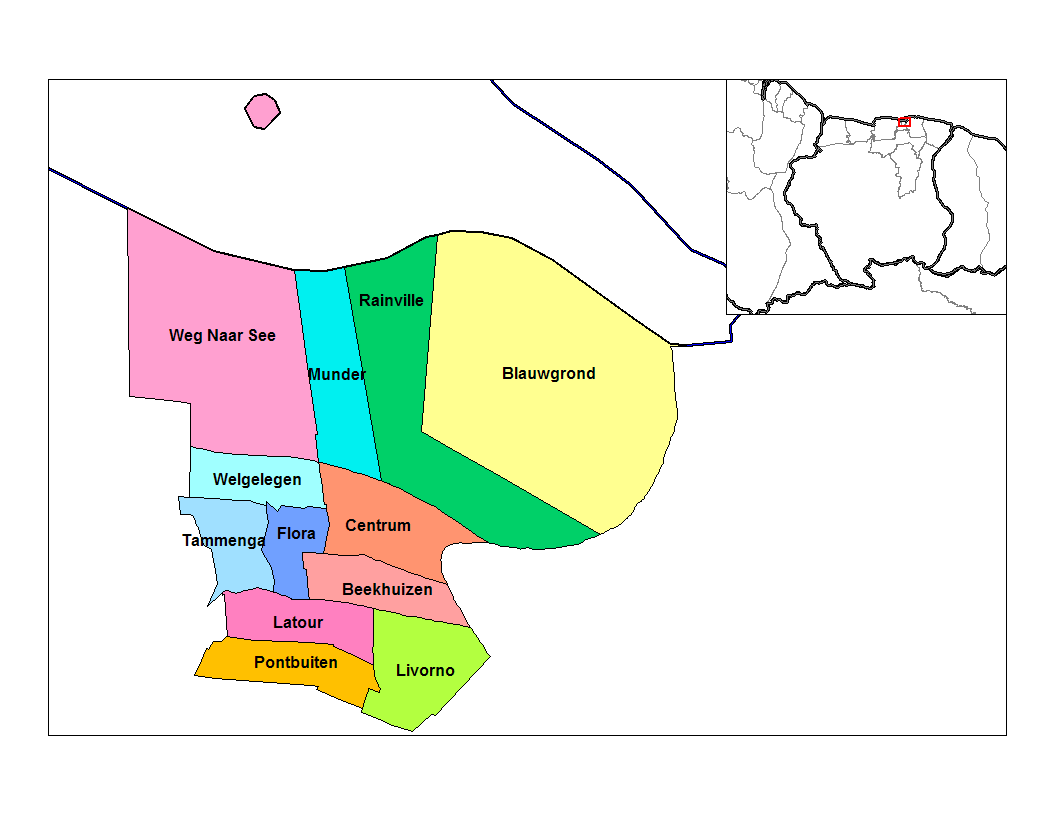
Paramaribos indelning i ressorten.

Paramaribo är ett av Surinams tio distrikt. Distriktet är indelat i tolv ressorten, en kommunliknande administrativ enhet.
- Beekhuizen
- Blauwgrond
- Centrum
- Flora
- Latour
- Livorno
- Munder
- Rainville
- Pontbuiten
- Tammenga
- Weg naar Zee
- Welgelegen